# Takanori Yokosawa

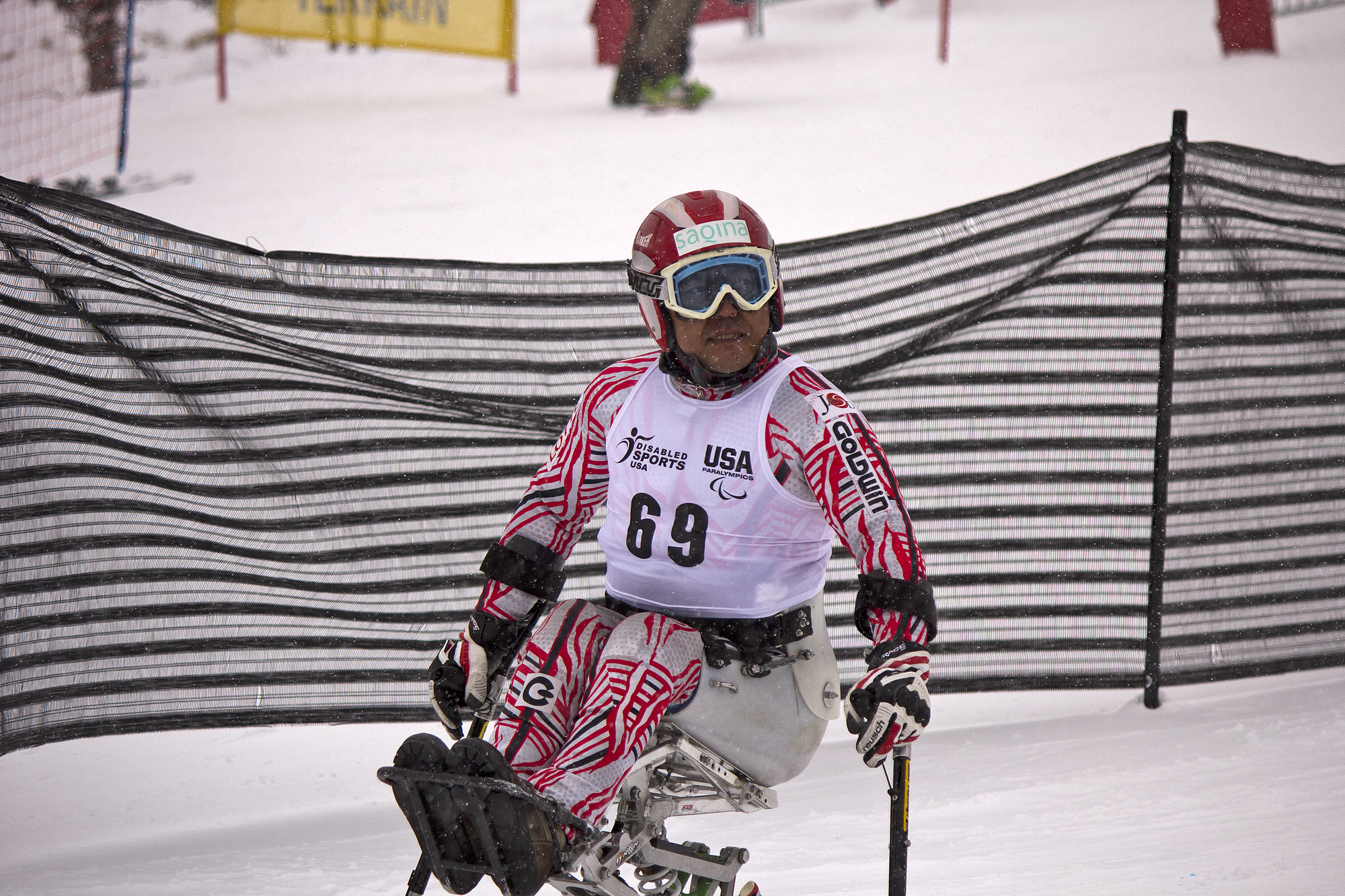
Takanori Yokosawa beim Super-G-Rennen während des IPC Nor Am Cup 2012

Takanori Yokosawa (jap. 横澤 高徳, Yokosawa Takanori; * 6. März 1972 in Yahaba, Landkreis Shiwa, Präfektur Iwate) ist ein japanischer Politiker (parteilos→DVP→KDP) und ehemaliger Sportler. Seit 2019 vertritt er Iwate im Rätehaus, dem Oberhaus der japanischen Nationalversammlung.
Nach seinem Oberschulabschluss an der präfekturbetriebenen technischen Oberschule Morioka (Iwate kenritsu Morioka kōgyō kōtō gakkō) wurde Yokosawa Testfahrer für Suzuki (engl. Suzuki Motor), später auch Motocross-Fahrer. Seit einem Unfall im Jahr 1997 nutzt er einen Rollstuhl. Während der Rehabilitation begann er mit dem Skifahren und nahm schließlich an den Winter-Paralympics 2010 in Vancouver teil, wo er den Riesenslalom der Sitzenden auf dem 21. Platz beendete. 2014 kommentierte er bei den Paralympics für die öffentlich-rechtliche Rundfunkanstalt NHK.
Bei der Rätehauswahl 2019 wurde Yokosawa von der Mitte-links-Opposition (KDP, DVP, KPJ, SDP) als Einheitskandidat in Iwate gegen den Liberaldemokraten Tatsuo Hirano aufgestellt. Mit 49 % der Stimmen setzte er sich knapp gegen Hirano (46,3 %) durch. Kurz nach der Wahl trat er der DVP bei. Als sich die beiden Demokratischen Parteien im September 2020 neu organisierten, wechselte Yokosawa zur KDP.